# Coming Through

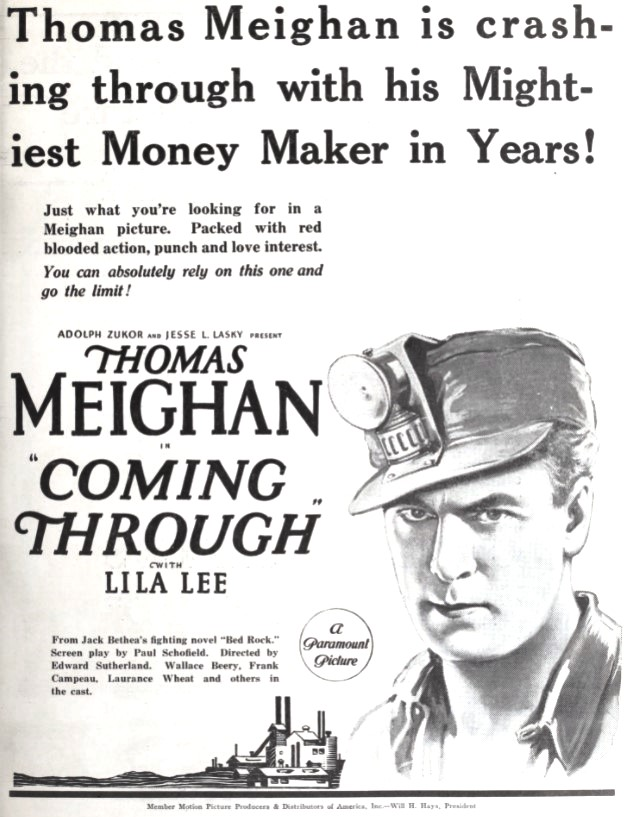
Anunci de la pel·lícula

Coming Through és una pel·lícula muda dirigida per A. Edward Sutherland, en el que fou el seu debut com a director, i protagonitzada per Thomas Meighan i Lila Lee. Basada en la novel·la “Bed Rock” de Jack Nethea es va estrenar el 26 de gener de 1925. Es considera una pel·lícula perduda.

## Argument
Tom Blackford compta que gràcies a un ascens que li han promès es podrà casar amb Alice, la filla del seu cap John Rand. Al final, l’ascens és per al nebot de Rand, però Tom es casa de totes maneres amb l'Alice malgrat les reticències del pare. Aquest, intenta desacreditar-lo davant de la seva dona explicant-li un comentari imprudent del marit sobre que el camí per progressar passa per les relacions. Al final Rand ofereix a Tom el càrrec de superintendent d'una de les mines de la companyia. Aleshores, Rand escriu a Joe Lawler, que s'esperava ser el nomenat superintendent, que l'empresa li donarà la plaça si Blackford hirenuncia sense importar els mitjans per aconseguir-ho. Alice marxa amb el seu marit tot i declarar que no l'estima, i organitzen una lluna de mel platònica. Lawler, amb l’ajut de Shackleton, el porter del bar clandestí local, provoca problemes a la mina i finalment aconsegueix que es convoqui una vaga. Tom suprimeix la immersió després que un enginyer borratxo gairebé mati alguns dels treballadors de la mina. Capgira la visió dels miners que van contra Lawler demostrant-los que els havia enganyat amb una balança trucada. En una baralla Lawler cau de l'estructura accidentalment. Amb la vaga acabada, en Tom torna a casa i descobreix que Alice està preparada per admetre el seu amor.

## Repartiment
- Thomas Meighan (Tom Blackford)
- Lila Lee (Alice Rand)
- John Miltern (John Rand)
- Wallace Beery (Joe Lawler)
- Frank Campeau (Shackleton)
- Larry Wheat (Munds)
- Gus Weinberg (Dr. Rawls)
- Alice Knowland (Mrs. Rawls)